# علی‌اصغر حاج سید جوادی
علی‌اصغر صدر حاج سیّد جوادی (۱۳۰۳ – ۵ تیر ۱۳۹۷) کنشگر سیاسی، نویسنده و روزنامه‌نگار ایرانی بود. او از مدافعان آزادی رسانه، پیش و پس از انقلاب ۱۳۵۷ ایران بود.

## زندگی
علی‌اصغر حاج‌سیدجوادی در سال ۱۳۰۳ در در قزوین به دنیا آمد. پدر او سید علی (صدر المعالی) بود. نیای پدری او «حسین مجتهد خیابانی» حاج‌سیدجوادی از روحانیون قزوین بود.
او در دانشکده حقوق و علوم سیاسی دانشگاه تهران، حقوق خواند و در مقطعی هم در فرانسه ادامه تحصیل داد. اما به جای پرداختن به کارهای حقوقی، به نویسندگی و روزنامه‌نگاری پرداخت. او ابتدا در روزنامه اطلاعات و سپس کیهان مشغول به کار شد و هر از گاهی هم در مجله نگین می‌نوشت. او از اعضای نخستین کانون نویسندگان ایران بود. یکی از نشریاتی که در آن سال‌ها با همکاری او منتشر می‌شد، هفته‌نامه «جنبش» بود.

## دوران پهلوی
وی به دلیل انتقاد از دودمان پهلوی ممنوع‌القلم شد. شهرت حاج‌سیدجوادی در آن زمان به خاطر دو نامه سرگشاده انتقادی خطاب به رئیس‌دفتر ویژه محمدرضا پهلوی، و دو مقاله با عنوان‌های «ارتش از چه چیزی دفاع می‌کند؟» و «گلوله در مقابل قلم» بود.

### نامه به شاه
در نامه سرگشاده ۵۳ صفحه ای به محمدرضا پهلوی با عنوان «صدای فروریختن سقف حکومت را می‌شنوم» در سال ۱۳۵۵، وی به شدت از سیاست‌های شاه انتقاد کرد که از اسناد انقلاب به‌شمار می‌آید.
بخشهایی از نامه:
"طرح مسئله مبارزه با فساد، نخست از سوی اعلیحضرت و سپس اقدامات دولت به دنبال آن، سئوال‌های متعددی را مطرح می‌کند. وقتی وجود فساد پس از ۱۳ سال که از عمر انقلاب سفید می‌گذرد، همچنان در دستگاه دولت باقی است، خود بهترین دلیل بر این امر است که مردم در اعمال حقوق قانونی، سیاسی و اجتماعی خود، مخصوصا در زمینه نظارت بر اعمال دولت، چه بطور مستقیم و چه از طریق مطبوعات و وسائل ارتباط جمعی و فعالیت‌های حزبی و صنفی، و چه به صورت غیرمستقیم، یعنی از طریق مجالس قانونگذاری و انجمن‌های شهری آزادی نداشته‌اند. به عبارت دیگر، این مسئله قطعی و تردید ناپذیر است که میزان فساد مالی و اداری در سازمان‌های دولتی، با میزان شرکت و دخالت مردم در نظارت بر اعمال دولت و اعمال حقوق قانونی و اساسی آنها در امر دخل و خرج و خزانه ملت، رابطه مستقیم دارد. هر قدر نظارت مردم بر اعمال دولت بیشتر و استفاده آنها از حقوق قانونی، نظیر آزادی بیان و قلم زیادتر باشد، خود به خود، میزان فساد در دستگاه‌های دولتی، در همه سطوح کمتر خواهد بود. اگر مخالفت و اعتراض به وجود فساد، برای ابراز و بیان می‌توانست از راه‌های قانونی و حقوقی برخوردار باشد، نه تنها فساد ادامه نمی‌یافت، بلکه اصولا به صورتی از قوت و شدت درنمی‌آمد که اعلیحضرت وجود فساد و مبارزه با آن را، در سازمان‌های دولتی، آن هم پس از ۱۳ سال که از انقلاب (سفید) می‌گذرد، مطرح کنند؛ بنابراین، نه تنها دولت با فساد و در کنار فساد زندگی کرده است و با عوامل و اسباب فساد در حال سازش دائمی و همزیستی مسالمت آمیز بوده است، بلکه در این مدت نیز، به اشکال گوناگون و طبعا با استفاده غیرقانونی از اختیارات قانونی، یا با قانونی کردن وسائل غیرقانونی، با مخالفین فساد و معتقدین به رشد و پیشرفت واقعی کشور مبارزه کرده است. در حالی که اعلیحضرت خطاب به مردم گفتند که از فساد نگذرید و فاسد را معرفی کنید وقتی دولت اصولا در زمینه فساد سازمان‌های اداری، حقایق را از مردم مکتوم می‌دارند و مجلسین شورا و سنا، بکلی در زمینه فساد مطلقا خاموش و ساکت هستند و مطبوعات به هیچ وجه اجازه ندارند از سطح ظاهری نقایص و شکایات عبور نموده و ریشه بنیادی فساد را مورد بحث و گفتگو قرار دهند؛ بنابراین مردم چگونه می‌توانند با فساد مبارزه کنند؟"
حاج سید جوادی در ادامه نامه خود به سخنان هویدا نخست‌وزیر وقت اشاره می‌کند که سخنان آیت الله لاریجانی رئیس قوه قضائیه کنونی را بیاد می‌آورد. وی می‌نویسد:
"آقای نخست وزیر می‌گوید "همه افراد ملت در پناه قانون زندگی می‌کنند و هرگز به کسی اجازه داده نمی‌شود که بدون دلیل و مدرک تهمتی بر دیگری وارد کند"
آیا آقای نخست‌وزیر نمی‌داند که اکنون افراد بسیاری در زندان‌ها هستند که با آراء دادگاه‌های نظامی محکوم شده‌اند و مدت محکومیت خود را در زندان‌ها گذرانده‌اند، اما در دولت ایشان که همه افراد ملت در پناه قانون زندگی می‌کنند، این افراد همچنان در زندان نگاه داشته شده‌اند. آیا آقای نخست‌وزیر، وزیران ایشان، که به هر حال طبق قانون اساسی دارای مسئولیت مشترک هستند در برابر این رسوایی‌های مالی هیچگونه مسئولیتی ندارند؟ آیا این نطق‌های پرحرارت و تائیدهای آتشین ایشان از مبارزه با فساد، ساحت ایشان را از نتایج قانونی و اخلاقی فسادهای بزرگ مبری می‌سازد؟
اگر آقای نخست‌وزیر برای این ادعاهای خود دلیلی دارد، بهتر است آن را به صورت گفت و گویی آزاد و در برابر افکار عمومی و حاضر بودن برای شنیدن جواب از طریق رابطه انسانی و دمکراتیک عرضه نمایند، نه به شکل حرف‌های یک جانبه و بدون پاسخی که وسائل ارتباط جمعی موظفند آن را بدون انعکاس نظریات و جواب‌های واقعی مردم منتشر نمایند.
اگر رژیم مدعی است که در جهت تأمین عدالت و حقوق اجتماعی برای همه گام برمی‌دارد، چه نیازی داریم که در برخورد با مخالفت‌های فکری و اعمال فشار و شکنجه‌های غیرانسانی، در زیر زمین‌های تاریک تا آنجا پیش برویم که دیگران دولت ما و رژیم ما را یکی از «فرومایه‌ترین» رژیم‌ها معرفی کنند؟
البته می‌توان با تنظیم برنامه‌های رادیوئی و تلویزیونی از طرف مبلغین سیاسی دولت و انتشار مقالات و برپا کردن مجالس سخنرانی‌ها و بیانیه‌ها و اجتماعات بزرگ و اعلامیه‌های طولانی، با امضاهای فراوان همه این مطالب را تکذیب کرد و به کمک الفاظ و امواج تبلیغاتی، طوفانی در جهت اثبات حقانیت روشها و برنامه‌های دولت، به راه انداخت، اما هیچ‌یک از این طوفانهای تبلیغاتی، قادر به مقاومت در برابر حقیقت نخواهد بود …"

## انقلاب
وی یکی از طرفداران ضرورت برخورد قاطع و لزوم نابودی ضدانقلاب و عوامل رژیم پهلوی بود. او در مقاله‌ای که در ۲۶ بهمن ۱۳۵۷ برابر با ۱۵ فوریه ۱۹۷۹ در روزنامه اطلاعات با عنوان «اگر شکوفه سیب به میوه رسد… ؟» منتشر شد، بر اِعمال برخورد شدیدتر در خصوص مقامات دستگیرشده نظام پادشاهی شد که در سرکوب مردم و برقراری نظام استبدادی مؤثر بودند. او خواستار «تعقیب، محاکمه و مجازات تمامی عناصر و مجریان اساس نظام استبدادی سابق و نابودی همه عناصری که به‌طور مستقیم و مستمر در مرکز اختناق و شکنجه و سرکوبی مردم ایران قرار داشتند و مصادره اموال منقول و اموال غیرمنقول کلیه جنایتکاران و عناصری که ثروت خود را از راه غارت درآمد عمومی مملکت به چنگ آورده‌اند اعم از خانواده سلطنتی و کلیه وزرا و معاونین و مسئولان اداری و همه وابستگان آن‌ها در بخش خصوصی» شد.

## دوران جمهوری اسلامی
پس از انقلاب ۱۳۵۷ ایران به دعوت سید محمود طالقانی در کنار دیگر کسانی چون طاهر احمدزاده، حبیب‌الله پیمان و محمد مجتهد شبستری مسئول تهیه طرح جامعی دربارهٔ شوراها در «کمیته اجرایی دفاع از آزادی و حقوق بشر» شد.

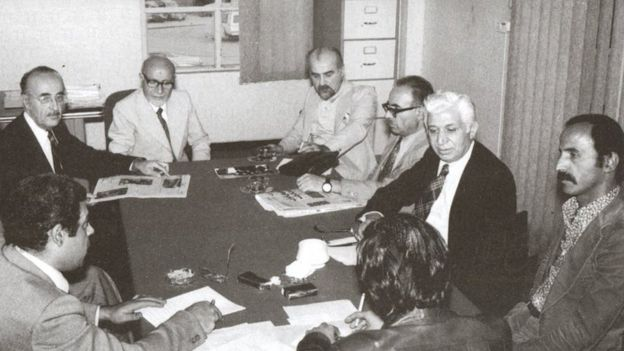
جلسه کمیته اجرایی دفاع از آزادی و حقوق بشر به ریاست مهدی بازرگان علی‌اصغر سیدجوادی در سمت راست و احمد صدر حاج‌سیدجوادی در سمت چپ مهدی بازرگان، بزرگ علوی با موی سفید و عبدالکریم لاهیجی در سمت راست عکس

حاج‌سیدجوادی هر چند در ابتدا از مدافعان انقلاب ۱۳۵۷ بود اما به سرعت به مخالفان جمهوری اسلامی ایران پیوست. او در سال ۱۳۵۸ با نوشتن مقاله‌ای با عنوان «صدای پای فاشیسم» به بازداشت فرزند سید محمود طالقانی اعتراض کرد.
در خرداد ۱۳۵۹ حسن آیت عضو ارشد حزب جمهوری اسلامی در گفته‌های خود در نوار آیت نوشتن نامه‌های حاج سید جوادی به شاه را دستور و توطئه آمریکا دانست تا با این وسیله در انقلابیون نفوذ کند.

### نامه بهمن ۱۳۵۹ به خمینی در مورد استبداد
سخنان شما را دیشب از تلویزیون شنیدم؛ با لحنی عصبی از مسئولین مملکت می‌خواستید که اختلافات را کنار بگذارند و از روزنامه‌ها طلب می‌کردید که مطالب تفرقه انگیز ننویسند و سرانجام مسئولان کشور را تهدید کردید که نکنند کاری را که شما مجبور شوید آنچه را که به آنها داده‌اید از آنها پس بگیرید.
مشکل کار مملکت ما در همین است که مسئولان کشور منتخب مردم نیستند و در برابر مردم احساس مسئولیت نمی‌کنند؛ روزی که شما در تقریرات خود در نجف در زمینه ولایت فقیه گفتید که «قیم ملت با قیم صغار از لحاظ وظیفه و موقعیت هیچ فرقی ندارد»، سنگ بنای این دورنمای تاریک و خوفناک در سرنوشت انقلاب ایران گذاشته شد.
با تکیه به همین تلقی است که امروز مسئولین اصلی امور کشور که همه از منصوبین و منتخبین شما و مورد حمایت شما هستند مردم را صغاری می‌دانند که باید بدون اراده از قیم‌های خود اطاعت کنند. اگر فراموش نکرده باشید پس از تصویب قانون اساسی جمهوری اسلامی شخص شما بودید که با انتخاب مستقیم رئیس دیوان کشور و دادستان دیوان کشور بدون مشورت با شورای عالی قضایی نخستین گام را از راه عدول از قانون اساسی جمهوری اسلامی برداشتید؛ اگر به خاطرتان باشد در هنگامی که مسئله ولایت فقیه و شورای نگهبان در مجلس مطرح شد من نوشتم که در قانون اساسی سلطنتی هم قدرت و حاکمیت شاه هرگز مافوق قانون و فراتر از حاکمیت مردم و ملت نبود؛ در حالی که در قانون اساسی جمهوری قدرت فقیه و شورای نگهبان قدرتی مافوق قانون و غیرمسئول در برابر حاکمیت مردم شناخته شده است؛ من به صراحت نوشتم وضع نظامی که به قدرت مطلقه مشروعیت و حقانیت قانونی بخشیده است، در آینده انقلاب و جامعه ما را به کجا خواهد برد؟
من در همان هنگام نوشتم که قدرتی که منتخب مردم و نمایندگان واقعی آنها نیست و از هرگونه مسئولیت و پاسخگویی نسبت به اعمال و تصمیم‌های خود فارغ و آزاد است چگونه می‌تواند به اصل «و شاورهم فی الامر و امرهم شوری بینهم» مقید بماند و اصولاً فرد یا افرادی که مردم را صغیر بدانند یعنی مردم را قابل و لایق دخالت و نظارت در سرنوشت خود ندانند چگونه می‌توانند مصالح مردم را تشخیص بدهند و مسایل و مشکلات اجتماعی و اقتصادی و سیاسی جامعه را حل کنند؟
و امروز می‌بینید که نه اینکه مسایل و مشکلات ناشی از سالهای طولانی حکومت فساد و غارت خانواده پهلوی در مسیر حل و فصل قرار نگرفته است، بلکه تلقی شما از حکومت و ولایت فقیه که مردم را باید مثل صغار مرفوع القلم و نابالغ یا دیوانه‌های مهجور از عقل و شعور اداره کرد، کار مملکت و سرنوشت مردم را به صحنه جدال و نزاع بین منصوبین و منتخبین شما برای رسیدن به قدرت مطلقه و خالی کردن میدان از هرگونه مخالف و رقیب با استفاده از هر وسیله خشونت بار محدود کرده است.
آن روزی که من پس از پیروزی انقلاب نوشتم که مملکت را به گونه پدر سالاری و شیوه مرسوم دوران خلفا نمی‌توان اداره کرد به خاطر اجتناب از اوضاعی بود که امروز مملکت را در گرداب تفرقه و جنگ و عوام فریبی و دروغ و فساد و غارت بیت المال مردم فرو برده است. چه کسانی مملکت را تبدیل به صحنه جدال بین خود کرده‌اند؟ چه کسانی امروز در راس مقامات عالی مملکت بدون اعتنا به مردم و احترام به حقوق قانونی و آزادی‌های اساسی آن‌ها بر سر تصاحب قدرت مطلقه و خفه کردن آزادی کاری جز توطئه و تبلیغ و سخنرانی و مصاحبه و تجهیز گروه‌های فشار ندارند؟ چه کسانی با شیوه‌های استالینی حکومت قرون وسطایی سلطان سعید بن تیمور را بر مردم مستقر کرده‌اند؟ چه کسانی امروز با پول مردم و با زور چوب و چماق بر مطبوعات و رادیو و تلویزیون مسلط شده‌اند؟ چه کسانی به نام فقیه و حاکم شرع بر همه اموال و انفس مردم بیدریغ و بدون کوچک‌ترین نظارتی مسلط شده و حتی حق دفاع و استغاثه و دادخوهی را نیز از مردم بی گناه در دادگاه‌ها و زندان‌ها و ادارات گرفته‌اند؟ چه کسانی در مملکت اسلامی با تشکیل انجمن‌های اسلامی شیوه نفاق افکنی و تفرقه اندازی و کین خواهی و تسویه حساب‌های خصوصی را بر سرنوشت کارمندان سازمان‌های دولتی و دستگاه‌ها و موسسات خصوصی مسلط کرده‌اند؟
چه کسانی با اشغال سفارت و گروگان‌گیری، راه نفوذ مجدد امپریالیزم آمریکا و نابودی میلیاردها دلار اندوخته‌های ایران را برای سرمایه داران و بانکداران آمریکا هموار کردند و سرانجام با قبول خفت و خواری در برابر آمریکا تسلیم شدند و این تسلیم و تحقیر را به زور تبلیغ و سانسور و جو اختناق و هوچیگری سفیران بزرگ‌ترین پیروزی تمامی تاریخ بشر!!! معرفی کرده‌اند؟
چه کسانی برای پیشبرد و مقاصد خود جهت تسلط بر قدرت و سوءاستفاده از نفوذ و حرمت شما در نزد مردم شما را از مرحله امامت و پیامبری گذرانده و به مرحله خداگونگی رسانده‌اند؟
و شعار امام و امت را با استفاده از همان شیوه‌های تملق و چاپلوسی جایگزین شعار شاه و ملت کرده‌اند؟
شما اکنون به افرادی که خود آن‌ها را در راس مقامات مهم کشور نشانده‌اید می‌گویید که اگر اختلافهای خود را کنار نگذارند آنچه را که به آنها داده‌اید از آنها پس می‌گیرید؟ اما این دوای درد این جامعه نیست. شما بدون آن که دربارهٔ صلاحیت آنها تردید کنید؛ دربارهٔ صلاحیت کسانی که به همه اعتماد و حسن ظن شما و امید و مصلحت مردم محروم جامعه ما به خاطر منافع و مقاصد خصوصی و گروهی خود پشت پا زده‌اند اکنون آن‌ها را دعوت به سازش می‌کنید.
اما سازش بر سر چه؟ آن‌ها اگر به انقلاب و دستاوردهای انقلاب و رهایی مردم محروم ما از اسارت اقتصادی امپریالیزم و فقر و بیکاری و بیسوادی و استثمار ایمان و اعتقاد داشتند؛ اینچنین تا پای اضمحلال و نابودی انقلاب و استقلال ایران و پایمال کردن حقوق قانونی مردم و خونهایی پاک هزاران شهید راه آزادی ملت با یکدیگر و با مردم به ستیز برنمی‌خاستند. آنها همان‌طور که اشغال سفارت آمریکا و گروگان‌گیری را به قیمت احیای قدرت نظامی و اقتصادی و سیاسی امپریالیزم وسیله تحکیم قدرت خود و سرکوب انقلابیون راستین کشور قرار دادند؛ حتی تا پای شکست ایران در جنگ با دشمن متجاوز عراق و تسلیم ایران نیز در جهت استقرار قدرت مطلقه خود بر مردم ایستاده‌اند.
بنابراین اگر آنها صلاحیت ادارهٔ امور وطن بحران زده ما را داشتند کار را در توطئه چینی و نفاق افکنی و سرکوب اندیشه و تفکر انتقادی به جایی نمی‌رساندند که شما امروز آنها را به پس گرفتن آنچه که به آنها داده‌اید تهدید کنید؛ همه تلاش آنها این است که با استفاده از نفوذ و حرمت شما زمینه را برای حکومت بلامنازع خود بعد از شما آماده کنند و شما لحظه ای این دورنما را در پیش چشمان خود مجسم کنید که این افراد که بعد از شما با آماده کردن همه طرحهای توطئه و تجاوز چه بلایی بر سر استقلال مملکت و حقوق قانونی مردم محروم آن که همه امید خود را به پیروزی انقلاب و سرنگونی رژیم جبار پهلوی بسته بود چه خواهند آورد؟ پنج شنبه ۱۶ بهمن ۱۳۵۹
مخالفت‌های او با نظام تازه تأسیس نهایتاً در سال ۱۳۶۰ به اختفای او در ایران و سپس خروج مخفیانه به فرانسه انجامید. او در تمام سال‌های زندگی در فرانسه به نویسندگی مشغول بود.

## عضویت در گروه‌های سیاسی
با آنکه برخی منابع از عضویت او در گروه‌های سیاسی گفته‌اند اما به گفته عبدالکریم لاهیجی او در هیج گروهی عضویت نداشت و فقط دوره‌ای در جوانی به حزب نیروی سوم به رهبری خلیل ملکی که منشعب از حزب توده ایران بود، علاقه‌مند بود. همچنین گفته می‌شود او از اعضای جدا شده شورای ملی مقاومت ایران بود. وی یکی از نخستین کسانی بود که در پاریس اطلاعیه‌هایی را در مورد زندان و شکنجه در قرارگاه‌های مجاهدین در عراق منتشر کرد.
او از بنیانگذاران گروه «جنبش برای آزادی» شمرده شدند. از اعضای مؤثر و فعال در این گروه می‌توان به کیان کاتوزیان و ناصر کاتوزیان اشاره کرد.
وی در سالیان قبل از انقلاب نشریه ای غیر علنی بنام «جنبش» ایجاد کرد و بعد از انقلاب ۱۳۵۷ برای سازمان سیاسی خود «جنبش برای آزادی» انتخاب کرد. فعالیت سیاسی این گروه بیشتر از نیمه دوم سال ۱۳۵۹ و تهاجم و اشغال دفتر این سازمان و نشریه ادامه نیافت.
از مقالات این نشریه به نویسندگی او می‌توان به «صدای پای فاشیسم می‌آید»، «توپخانه‌ای که دروغ شلیک می‌کند» (در حمله به دانشجویان مسلمان پیرو خط امام و گروگان گرفتن ۵۲ دیپلمات آمریکایی)، «این معامله از اساس باطل است» اشاره کرد. از دیگر نویسندگان این نشریه می‌توان از منوچهر هزارخانی و ناصر کاتوزیان نام برد.
حاج سید جوادی از نخستین اعضا و بنیانگذاران کانون نویسندگان ایران بود و در دوره پهلوی نیز به دلیل انتقاداتش ممنوع‌القلم شده بود.

## درگذشت
علی اصغر صدر حاج‌سیدجوادی، در سه‌شنبه ۵ تیر ۱۳۹۷ در اثر بیماری و کهولت سن در ۹۴ سالگی در پس از یک‌ماه بستری بودن در بیمارستانی در پاریس درگذشت.

## بستگان
احمد صدر حاج سید جوادی برادر بزرگ‌تر او حقوقدان و وکیل و از اعضای نخستین نهضت آزادی ایران بود که در شورای انقلاب عضویت داشت و سپس وزیر کشور و وزیر دادگستری در دولت موقت ایران شد.
ناصر کاتوزیان حقوقدان و از تدوین کنندگان پیش نویس اولیه قانون اساسی جمهوری اسلامی ایران برادر همسر او بود. حسن صدر حاج سید جوادی برادر کوچکتر او نیز روزنامه‌نگار بود که یک هفته پیش از او در تهران درگذشت.

### نوشته‌های سیاسی
- ارزی‍اب‍ی ارزش‌ه‍ا، تهران: رواق‏‫، ۱۳۳۶؛ م‍ش‍ه‍د: توس‏‫، ۱۳۴۹. ‬
- بحران ارزش‌ها، تهران: جاویدان‏‫‏، ۱۳۵۷.
- اع‍راب و اس‍رائ‍ی‍ل: ت‍ج‍زیهٔ ع‍ن‍اص‍ر ت‍اری‍خ‍ی ی‍ک ف‍اج‍ع‍ه‌، مشهد: توس‏‫‏، ۱۳۴۹؛ ت‍ه‍ران: جاویدان‏‫، ۱۳۵۷. ‬
- تا هنگامی که شاهان وجود دارند پیامبران هم وجود دارند، تهران: پژوهش، ۱۳۵۷.
- حکایت همچنان باقی‌ست، تهران: انتشارات چاوش، ۱۳۵۷.
- مبانی فرهنگ در جهان سوم، تهران: پیام‏‫، ۱۳۴۹؛ تهران: رواق‏‫، ۱۳۵۷. ‬
- از اعماق، تهران: رواق‏‫، ۱۳۵۷. ‬
- گامی در الفبا، تهران: رواق‏‫، ۱۳۵۷. ‬
- دف‍ت‍ره‍ای ان‍ق‍لاب‌، ت‍ه‍ران: جنبش برای آزادی‏‫، ۱۳۵۸. ‬
- دو ن‍ام‍ه از ع‍ل‍ی اص‍غ‍ر ح‍اج‌س‍ی‍دج‍وادی‌، ب‍ی‌ج‍ا: م‍درس‏‫‏، ۱۳۵۶. ‏‬
- طلوع انفجار؛ پیام و پیام‌آور، تهران: صدرا، ۱۳۵۶
- گویایی از تاریخ، به همراه ایرج پزشکزاد، در پاسخ به حسن سالمی.

### مقالات
- آوازه‌خ‍وان، ن‍ه آواز … و خ‍ط س‍رخ ش‍ه‍ادت‌، ۲ م‍ق‍ال‍ه، ت‍ه‍ران: بی‌نا، بی‌تا؛ ۱۴ صفحه.
- آوای وحش، بی‌جا: بی‌نا، ‏‫‏۱۳۶۷؛ ۱۵ صفحه.
- از صدای پای فاشیزم تا غول فاشیزم که در حال تسلط بر سراسر…، بی‌جا: بی‌نا، ۱۳۵۹؛ ۲۲ صفحه.
- توپخانه‌ای که دروغ شلیک می‌کند، بی‌جا: جنبش، بی‌تا؛ ۱۹ ص.

### مصاحبه
- خاطرات علی‌اصغر حاج سیدجوادی، مصاحبه‌کننده و ویراستار ضیاءاله صدقی، بی‌جا: دانشگاه هاروارد، مرکز مطالعات خاورمیانه، طرح تاریخ شفاهی ایران‏‫، ۱۳۶۳[=۱۹۸۴]. ‬

### داستان
- پشت به دیوار (مجموعه داستان‌های کوتاه)
- پنجره‌های کور: مجموعه داستان، تهران: مجلهٔ اندیشه و هنر، ۱۳۳۳.

### ترجمه
- بله‌برون، نوشتهٔ عزیز نسین، ترجمهٔ علی‌اصغر حاج‌سیدجوادی، در کتاب هفته، شمارهٔ ۲۵، ۱۲ فروردین ۱۳۴۱؛ صص ۹–۶۲.